# Katharina Gutensohn
Katharina Gutensohn, née le 22 mars 1966 à Kirchberg in Tirol (Autriche), est une skieuse alpine autrichienne puis allemande.
Elle concourt pour l'Autriche jusqu'en 1989, puis prend la nationalité allemande. Elle court de nouveau pour l'Autriche lorsqu'elle change de discipline pour le skicross.

## Palmarès

### Jeux olympiques d'hiver
| Édition / Épreuve   | Descente | Super G | Slalom géant | Slalom | Combiné |
| ------------------- | -------- | ------- | ------------ | ------ | ------- |
| JO 1992 Albertville | 6e       | —       | —            | —      | —       |
| JO 1994 Lillehammer | 18e      | 6e      | —            | —      | —       |
| JO 1998 Nagano      | 9e       | —       | —            | —      | —       |

### Championnats du monde
| Édition / Épreuve           | Descente | Super G                          | Slalom géant | Slalom | Combiné      |
| --------------------------- | -------- | -------------------------------- | ------------ | ------ | ------------ |
| Mondiaux 1985 Bormio        | Argent   | Épreuve inexistante à cette date | 31e          | —      | —            |
| Mondiaux 1991 Saalbach      | 8e       | Abandon                          | —            | —      | Non-partante |
| Mondiaux 1996 Sierra Nevada | 15e      | 7e                               | —            | —      | —            |
| Mondiaux 1997 Sestrières    | 9e       | 5e                               | —            | —      | —            |

### Coupe du monde
- Meilleur résultat au classement général : 11e en 1986 et 1991
  - Vainqueur de la coupe du monde de descente en 1990
  - 8 victoires : 8 descentes
  - 10 podiums

#### Différents classements en Coupe du monde
| Année/Classement | Général | Général | Descente | Descente | Super-G | Super-G | Combiné | Combiné |
| Année/Classement | Class.  | Points  | Class.   | Points   | Class.  | Points  | Class.  | Points  |
| ---------------- | ------- | ------- | -------- | -------- | ------- | ------- | ------- | ------- |
| 1983             | 47e     | 21      | 34e      | 3        | -       | -       | 13e     | 18      |
| 1984             | 52e     | 18      | 23e      | 10       | -       | -       | 24e     | 8       |
| 1985             | 22e     | 59      | 6e       | 63       | -       | -       | -       | -       |
| 1986             | 11e     | 145     | 2e       | 110      | 20e     | 12      | 10e     | 23      |
| 1987             | 42e     | 21      | 17e      | 21       | -       | -       | -       | -       |
| 1988             | 33e     | 37      | 13e      | 36       | 29e     | 1       | -       | -       |
| 1989             | 37e     | 27      | 14e      | 25       | 29e     | 2       | -       | -       |
| 1990             | 12e     | 114     | 1re      | 110      | 25e     | 4       | -       | -       |
| 1991             | 11e     | 87      | 6e       | 72       | 17e     | 15      | -       | -       |
| 1992             | 30e     | 281     | 10e      | 209      | 26e     | 72      | -       | -       |
| 1993             | 45e     | 156     | 23e      | 130      | 32e     | 26      | -       | -       |
| 1994             | 41e     | 189     | 29e      | 53       | 14e     | 136     | -       | -       |
| 1995             | 42e     | 152     | 36e      | 31       | 18e     | 108     | -       | -       |
| 1996             | 27e     | 296     | 16e      | 129      | 13e     | 157     | -       | -       |
| 1997             | 18e     | 382     | 11e      | 207      | 9e      | 170     | -       | -       |
| 1998             | 23e     | 288     | 14e      | 130      | 9e      | 152     | -       | -       |

#### Détail des victoires
| Saison / Épreuve | Descente                                    | Total |
| 1985             | Vail                                        | 1     |
| 1986             | Bad Gastein Puy-Saint-Vincent Crans Montana | 3     |
| Total            | 4                                           | 4     |

## Arlberg-Kandahar
- Meilleur résultat : 6e place dans la descente 1983-84 à Val-d'Isère